# 1798 год в театре
1798 год в театре

## События
- 7 февраля — в Нижнем Новгороде спектаклем по комедии Д. И. Фонвизина «Выбор гувернёра» открылся первый публичный городской театр, организованный князем Николаем Шаховским. От этого театра ведёт свою историю Нижегородский театр драмы имени М. Горького.

### Постановки
- В Вене, на сцене театра «Леопольдштадт[англ.]» состоялась премьера оперы Фердинанда Кауэра «Дева Дуная».
- 19 февраля — в Париже, на сцене Театра Фейдо состоялась премьера оперы Пьера Гаво на либретто Николя Буйи «Леонора, или Супружеская любовь[нем.]».

## Деятели театра

### Родились
- Берлин — немецкий актёр и драматург Эдуард Йеррман.
- 6 января, Лорьян, Бретань — французская актриса Мари Дорваль.
- 24 января, Бреслау — немецкий актёр, писатель, драматург и либреттист Карл фон Хольтей.
- 31 января, Бельциг ― немецкий композитор и дирижёр Карл Готлиб Райсигер.
- 19 апреля, Молина-ди-Ледро, Трентино — итальянский поэт, переводчик и либреттист Андреа Маффеи.
- 19 апреля, Обергеоргенталь близ Праги — немецкий композитор и дирижёр Франц Йозеф Глезер.
- 28 мая, Прага — австрийский композитор, автор опер Йозеф Дессауэр.
- 10 июля, Париж — французский писатель и драматург Сентин.
- 25 августа, Фрайбург — немецкий драматург и писатель Йозеф фон Ауффенберг.
- 30 августа, Париж — французская актриса-травести Вирджини Дежазе.
- 1 октября, Копенгаген — датский актёр, драматург, режиссёр и историк театра Томас Оверскоу.
- 21 декабря, Марсель — французский артист балета и педагог Антуан Поль.

### Скончались
- 4 июля, Милан — французский драматург Жан-Франсуа де Бастид.